# Reso församling
Reso församling (finska Raision seurakunta) är en evangelisk-luthersk församling i Reso stad i Finland. Församlingen hör till Åbo ärkestift och Nousis prosteri. Reso församling var en självständig församling redan på 1300-talet. År 1577 anslöts församlingen som annex till Nådendals församling. Reso församling blev en självständig församling igen år 1898. Församlingens huvudkyrka är den medeltida Reso kyrka.
Reso församling har cirka 16 400 medlemmar (2021). Församlingens verksamhet sker huvudsakligen på finska.